# Комплексний атлас України
«Ко́мплексний а́тлас Украї́ни» — зібрання карт в одній книзі, що характеризують різні сторони географічного середовища і соціуму України.

## Комплексний атлас України (2005)
Комплексний атлас України (2005) — картографічна праця, опублікована 2005 р., більшість карт якої показують суспільні явища України за станом на перші роки XXI ст.
У передмові О. Шаблій визначив концепцію атласу так: «„Комплексний атлас України“ — це своєрідна картографічна енциклопедія нашої держави, що представляє Україну як географічну, демографічну, політичну, соціально-економічну та культурну окремість на тлі європейських та світових реалій початку XXI ст., як багатовимірний феномен у контексті тріади — людина — природа — суспільство, а точніше — нація (народ) — територія — держава».

## Зміст атласу
Атлас складається з таких структурних частин:
Передмови, Змісту, Умовних позначень, 4 тематичних розділів, Довідкових таблиць.
Тематичні розділи атласу такі:
1. Політико-географічне положення та історичний розвиток української держави;
2. Природні умови і природні ресурси;
3. Населення.
4. Економіка.
Всього в атласі понад 170 карт і картосхем, які доповнюються фотографіями різних місцевостей, а також діаграмами й таблицями. Текстова частина атласу становить лише 1 сторінку передмови.

## Авторський колектив
Спеціальний зміст атласу розробили 36 науковців різних спеціальностей, викладачів, картографів. Більшість авторського колективу становлять географи.